# 森征一
森 征一（もり せいいち、1943年 - ）は、日本の法学者（西洋法制史・中世ローマ法学）。慶應義塾大学名誉教授。慶應義塾大学法学部教授、慶應義塾常任理事、常磐大学・常磐短期大学学長、学校法人常磐大学理事長を歴任。

## 来歴
北海道室蘭市出身。北海道室蘭栄高等学校を経て、1967年慶應義塾大学法学部法律学科卒業、1970年慶應義塾大学大学院法学研究科修士課程修了。イタリア政府給費留学生としてローマ大学留学を経て、1976年一橋大学大学院法学研究科博士課程単位取得退学。勝田有恒の指導を受けた。
1970年慶應義塾大学法学部助手、1976年慶應義塾大学専任講師、1979年慶應義塾大学助教授。サンパウロ大学国際交流基金派遣講師を経て、1988年慶應義塾大学教授。慶應義塾大学派遣留学生としてロンドン大学留学を経て、2001年慶應義塾大学法学部長・大学院法学研究科委員長、2005年慶應義塾常任理事（総務、法務、塾員（主管）、育林会担当）。指導学生に薮本将典慶應義塾大学准教授などがいる。
2010年学校法人常磐大学常任理事、2011年常磐大学・常磐短期大学学長、2012年学校法人常磐大学理事長を兼務。2005年まで法文化学会理事長も務めた。

## 共編著
- 満場一致と多数決 ものの決め方の歴史 利光三津夫・曽根泰教共著 日経新書、1980
- 法と正義のイコノロジー 岩谷十郎共編 慶応義塾大学出版会 1997.5 (Keio UP選書)
- ポ日法律用語集 二宮正人共著 有斐閣 2000.4
- 福澤諭吉の法思想 視座・実践・影響 安西敏三,岩谷十郎共編著 慶応義塾大学出版会 2002.8
- 概説西洋法制史 勝田有恒,山内進共編著 ミネルヴァ書房 2004.10
- 法文化としての租税 国際書院 2005.3

## 翻訳
- 訴訟と民主主義 P.カラマンドレーイ 小島武司共訳 中央大学出版部 1976